# Kadi
Kadi (rusky Кади) je jezero na pravém břehu řeky Amur v severních výběžcích Sichote Alini v Chabarovském kraji v Rusku. Má rozlohu 67 km².

## Pobřeží
Pobřeží jezera je převážně nížinaté a bažinaté.

## Vodní režim
Je spojené průtokem s řekou Amur. Z východu do něj ústí řeka Kada.